# فنگ لودونگ
فنگ لودونگ (انگلیسی: Feng Lüdong؛ زادهٔ ۲۳ اکتبر ۱۹۹۱) وزنه‌بردار اهل چین است.
وی در مسابقات کشوری و بین‌المللی در مجموع برندهٔ ۲ مدال نقره شده‌است.